# HD 89998
HD 89998，又名CD-41 5809，SAO 221998、HR 4080，是一颗恒星，视星等为4.83，位于銀經275.25，銀緯13.07，其B1900.0坐标为赤經10h 18m 2.1s，赤緯-41° 13.07′ 48″。